# Kaguhu (Kinigi)
Kaguhu ist eine von fünf Zellen (Verwaltungseinheiten 4. Ebene) im Sektor Kinigi des Distrikts Musanze in der Nordprovinz von Ruanda. Sie liegt auf einer Höhe von etwa 2600 m. Nachbarzellen sind im Norden Nyabigoma, im Osten Kampanga, im Südosten Kabazungu und im Süden Bisoke. Die Westseite von Bisoke liegt im Volcanoes National Park und grenzt an die Demokratische Republik Kongo. Südwestlich von Kaguhu liegt der Virunga-Vulkan Visoke. Durch den Osten von Kaguhu verläuft die Nationalstraße 18.